# Prajogo Pangestu
Phang Djoen Phen oder Prajogo Pangestu (* 13. Mai 1944 in Bengkayang, Westkalimantan, Niederländisch-Indien) ist ein indonesischer Unternehmer und mit einem Vermögen von 40,5 Milliarden US-Dollar (Ende 2024) der reichste Mann des Landes. Er ist vor allem als Gründer und Chairman der Barito Pacific Group bekannt, einem führenden Unternehmen in der Petrochemie-, Forstwirtschafts- und Energiebranche.

## Laufbahn
Pangestu stammt aus einer chinesischstämmigen Hakka-Familie mit Wurzeln in der Provinz Guangdong. Er ging auf eine chinesische Schule und zog 1965 in die indonesische Hauptstadt Jakarta, wo er mit Gold und Rohstoffen handelte. 1970 begann Pangestu in Burhan Urays Holzunternehmen Djajanti Group zu arbeiten und wurde 1976 von Uray zum Generaldirektor von PT Nusantara ernannt. Er machte sich später selbständig und gründete 1979 das Unternehmen Barito Pacific Timber. Sein Unternehmen stieg zu Indonesiens größtem Produzenten von Sperrholz auf und Pangestu soll als Unternehmer enge Kontakte zu Staatspräsident Suharto etabliert haben. 1993 wurde Barito Pacific an der Börse von Jakarta gelistet und stieg dort umgehend zum wertvollsten Unternehmen auf.
Im Jahr 2007 verzichtete das Unternehmen Barito Pacific Timber auf das Wort „Timber“ (Holz) im Namen, um den diversifizierten Umfang seiner Tätigkeiten widerzuspiegeln. Davor hatte die Gruppe das Petrochemieunternehmen Chandra Asri übernommen, welches 2011 mit Tri Polyta Indonesia fusionierte und zu einem der größten integrierten Petrochemiehersteller des Landes wurde. Im selben Jahr erwarb die thailändische PTT PCL Anteile an Chandra Asri. 2023 wurden die Barito Pacific-Tochtergesellschaften Petrindo Jaya Kreasi und Barito Renewables Energy an der Börse gelistet, wodurch Pangestus Vermögen sich vervielfachte. Petrindo Jaya Kreasi ist ein Kohlebergbauunternehmen, während Barito Renewables Energy eine Holdinggesellschaft ist, die Star Energy Geothermal, eines der größten Geothermieunternehmen der Welt, kontrolliert.

## Persönliches
Pangestu ist verheiratet und Vater von drei Kindern.